# Ureparapara
Ureparapara – wyspa archipelagu Wysp Banksa. Położona jest w prowincji Torba, w Vanuatu. Według danych na rok 2015 wyspę zamieszkiwało 489 osób, a gęstość zaludniania wyniosła 12,53 os./km². Na Ureparapara znajdują się 2 niewielkie osady – Nowon oraz Votwos – wpisane na listę informacyjną UNESCO.

## Klimat
Średnia temperatura wynosi 21 °C. Najcieplejszym miesiącem jest listopad (22 °C), a najzimniejszym miesiącem jest czerwiec (20 °C). Średnie opady wynoszą 3337 milimetrów rocznie. Najbardziej wilgotnym miesiącem jest listopad (466 milimetrów opadów), a najbardziej suchym miesiącem jest sierpień (54 milimetry opadów).